# لوناتو دل گاردا
لوناتو دل گاردا (به ایتالیایی: Lonato del Garda) یک منطقهٔ مسکونی در ایتالیا است که در استان برشا واقع شده‌است.

## خصوصیات
لوناتو دل گاردا ۷۰ کیلومترمربع مساحت و ۱۵٬۹۱۹ نفر جمعیت دارد و ۱۷۰ متر بالاتر از سطح دریا واقع شده‌است.

## خواهرخوانده
شهر ریزا خواهرخواندهٔ لوناتو دل گاردا هست.